# Râul Găujani
Râul Găujani este un afluent al râului Boișoara. 